# سرو نگرو د مایاسکر
سِرو نِگرو دِ مایاسکِر (به اسپانیایی: Cerro Negro de Mayasquer) آتشفشانی چینه‌ای به ارتفاع ۴۴۴۵ متر است که در مرز کلمبیا با اکوادور در آمریکای جنوبی قرار دارد.

## مشخصات
آتشفشان سرو نگرو د مایاسکر آتشفشانی آندزیتی-داسیتی است و قدمت جریان‌های گدازه‌ای آندزیتی و داسیتی آن به احتمالاً دورهٔ هولوسن می‌رسد. همچنین کاسه‌ای آتشفشانی (کالدرا) در غرب این آتشفشان و دریاچه‌ای آتشفشانی نیز در دهانهٔ آن وجود دارد. قلهٔ پوشیده از یخچال‌های پلیستوسنی آتشفشان خاموش چیلس در ۳ کیلومتری جنوب شرقی این آتشفشان قرار دارد.
در سال ۱۹۳۶ گزارشی از فوران آتشفشان سرو نگرو د مایاسکر ارائه شد که احتمالاً اشتباه و در اصل مربوط به آتشفشان رونتادور بوده است.